# Michel Demazure
Michel Marie René Demazure (* 2. März 1937 in Neuilly-sur-Seine) ist ein französischer Mathematiker, der sich mit Algebra und algebraischer Geometrie beschäftigt.

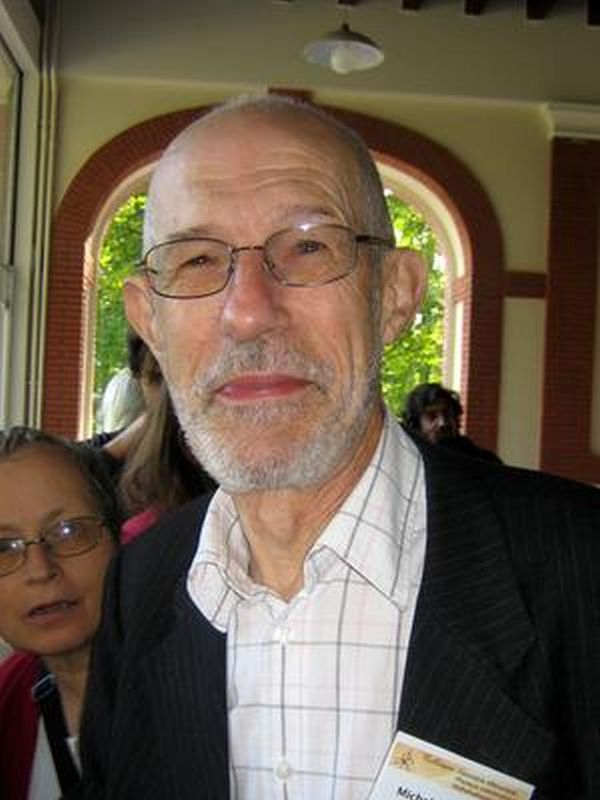
Michel Demazure, am IHES 2007

Demazure studierte, nachdem er im Sommer 1955 in einer Computerfirma arbeitete, ab 1955 an der École normale supérieure. 1959/60 war er an der Princeton University. Er war in den 1960er Jahren ein Schüler von Alexandre Grothendieck, bei dem er 1965 an der Universität Paris über Schémas en groupes reductifs promoviert wurde. Mit Grothendieck veröffentlichte er in den Jahren 1962 bis 1964 die SGA-3-Bände des Seminars über algebraische Geometrie (Séminaire de Géométrie Algébrique). 1964 bis 1966 war Demazure Professor an der Universität Straßburg, ab 1966 an der Universität Paris-Süd in Orsay und 1976 bis 1999 an der École polytechnique. Er war seit etwa Mitte der 1960er Jahre bis Mitte der 1980er Jahre Mitglied von Nicolas Bourbaki.
Zu seinen Doktoranden zählt Guy Rousseau.
Er befasste sich mit algebraischen Gruppen und Darstellungstheorie von Lie-Algebren (wo er Demazure-Moduln einführte und für diese eine Charakterformel analog zur Weylschen Charakterformel bewies). In SGA III führte er root data (donnée radicielle) ein, eine Verallgemeinerung der Wurzelsysteme aus der Theorie der Liegruppen und Liealgebren auf reduktive algebraische Gruppen. Eine seiner Veröffentlichungen (Sous-groupes alg´ebriques de rang maximum du groupe de Cremona) gilt heute als Beginn der Theorie torischer Varietäten. Später wandte er sich Problemen der Bildrekonstruktion mit Methoden der algebraischen Geometrie zu.
1988 war er Präsident der Société Mathématique de France. 1991 bis 1998 war Demazure geschäftsführender Leiter des Palais de la découverte und 1998 bis 2002 Direktor der Cité des sciences et de l’industrie, des Wissenschaftsmuseums in La Villette. Er leitete das Beratungsgremium für Forschung in der Region Languedoc-Roussillon (Comité Arago) und wohnt seit 2004 in der Touraine.

## Schriften
- mit Pierre Gabriel: Introduction to algebraic geometry and algebraic groups. North Holland 1980 (zuerst französisch Groupes algébriques I - Geometrie algebrique, generalites, groupes commutatifs. Masson, North Holland 1970, die englische Ausgabe ist die Übersetzung der ersten beiden Kapitel, mit Anhang von Michiel Hazewinkel).
- Lectures on {\displaystyle p}-divisible groups. Springer 1972.
- Bifurcations and Catastrophes – Geometry of Solutions to Nonlinear Problems. Springer 1999, ISBN 3-540-52118-6.
- Cours d'Algèbre. Paris, Cassini 1997, 2008.
- Sous-groupes alg´ebriques de rang maximum du groupe de Cremona, Annales scientifiques de l'École Normale Supérieure, Band 3, 1970, S. 507–588